# Alessandro Marcello
Alessandro Ignazio Marcello (Venise, 24 août 1673 – Venise, 19 juin 1747) est un écrivain, un philosophe, un compositeur et un mathématicien italien de renom, issu d'une famille de la noblesse vénitienne. Aujourd'hui cependant, on le connaît surtout comme compositeur de musique baroque, de même que son jeune frère Benedetto.
La date de naissance d'Alessandro Marcello varie considérablement d'une source à l'autre. Celle donnée ici a été établie par la musicologue Eleanor Selfridge-Field, spécialiste du compositeur, dans son ouvrage The Music of Benedetto and Alessandro Marcello. A Thematic Catalogue with Commentary on the Composers, Works and Sources (Oxford, 1990).

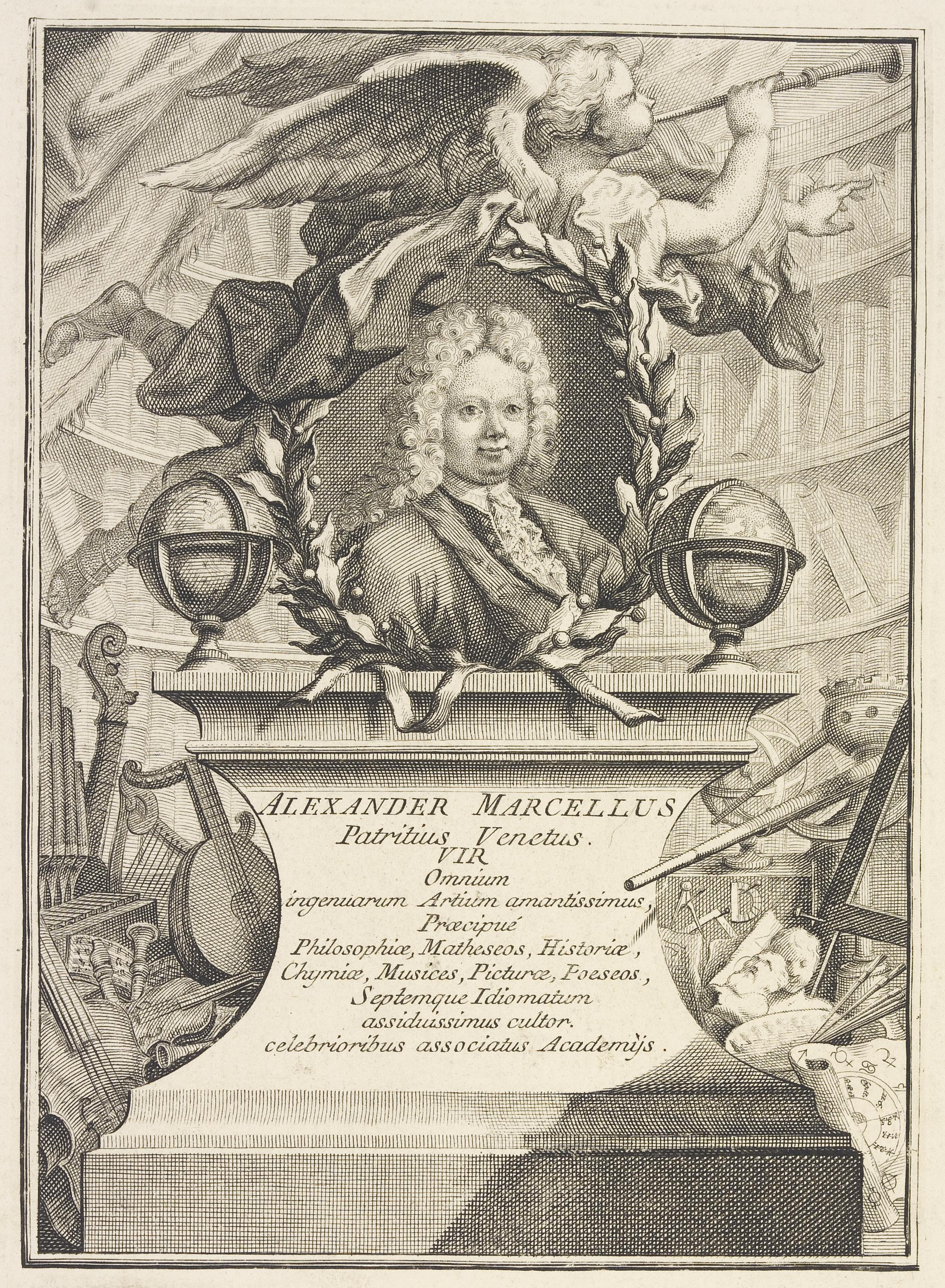

## Œuvre
Il compose plusieurs recueils de concertos de soliste, parmi lesquels six furent rassemblés sous le titre de La Cetra (v. 1738), ainsi que quelques cantates. Il publie ses œuvres sous le pseudonyme de Eterio Stinfalico qu'il utilisait à l'Accademia dell'Arcadia. Son œuvre la plus connue est un concerto pour hautbois en ré mineur qui a été transcrit par Jean-Sébastien Bach en un concerto pour clavecin (BWV 974), parfois repris à l'orgue.

## Transcriptions modernes
Le concerto pour hautbois en ré mineur a été régulièrement repris au piano seul, intégralement ou son Adagio seul, notamment par Glenn Gould, Anne Queffélec, Alexandre Tharaud, et de nombreux autres. Il en existe aussi des transcriptions pour violoncelle et orchestre, dont une version célèbre par  Mstislav Rostropovitch, ainsi que pour violoncelle et piano souvent reprise. On trouve aussi des transcriptions pour guitare seule ou pour duo de guitares qui sont souvent jouées.
À noter que les hautboïstes jouent habituellement la version ornementée par J. S. Bach (BWV 974) de la mélodie de l'Adagio (2e mouvement), et plus rarement la version originale du compositeur, écrite beaucoup plus simplement et sans doute destinée à être ornementée au goût de l'exécutant.